# Pugni pupe e marinai
Pugni pupe e marinai è un film italiano del 1961 diretto da Daniele D'Anza.
Il film è stato distribuito anche con il titolo Allegri marinai.

## Trama
Ai marinai del cacciatorpediniere Carabiniere (classe Soldati) della Marina Militare Italiana viene assegnato un lavoro punitivo per la loro rissosità, si tratta di riparazioni subacquee presso un'isoletta di fronte alla quale c'è un bagno frequentato da ragazze americane con cui fanno amicizia. Si impadroniscono di un motoscafo per fare una gita che, però, si rivela un bersaglio radiocomandato per le esercitazioni di tiro navali. Il motoscafo viene colpito ed affondato e i marinai vengono salvati da un peschereccio. Ora gli si presenta il problema di tornare alle loro consegne. Il peschereccio sbarca la compagnia a Napoli dove iniziano una serie di rocambolesche avventure per procurarsi i mezzi per tornare sull'isolotto e sfuggire ai sospetti del comandante. Alla fine, riescono a raggiungere l'isola prima del comandante.

## Colonna sonora
Pugni pupe e marinai è cantata da Little Tony